# Nicholson (Familienname)
Nicholson ist ein englischer Familienname.

## Namensträger

### A
- Aideen Nicholson (1927–2019), irisch-kanadische Sozialarbeiterin und Politikerin
- Alfred Osborn Pope Nicholson (1808–1876), US-amerikanischer Politiker
- Andrew Nicholson (Reiter) (* 1961), neuseeländischer Reiter
- Andrew Nicholson (Shorttracker), neuseeländischer Shorttracker
- Andrew Nicholson (Basketballspieler) (* 1989), kanadischer Basketballspieler
- Andy Nicholson, britischer Filmarchitekt
- Arnold Joseph Nicholson (* 1942), jamaikanischer Politiker (PNP)
- Arthur Nicholson (1947–1985), US-amerikanischer Major
- Asenath Nicholson (1792–1855). US-amerikanische Autorin und Philanthropin

### B
- Ben Nicholson (1894–1982), britischer Maler und Objektkünstler
- Bill Nicholson (Cricketspieler) (William Nicholson; 1909–2001), schottischer Cricketspieler
- Bill Nicholson (Baseballspieler) (William Beck Nicholson; 1914–1996), US-amerikanischer Baseballspieler
- Bill Nicholson (Fußballspieler) (1919–2004), englischer Fußballspieler und -trainer
- Bill Nicholson (Tonmeister) (William Nicholson), Tonmeister
- Billy Nicholson (Eishockeyspieler) (William Charles Nicholson; 1878–nach 1917), kanadischer Eishockeyspieler
- Billy Nicholson (Politiker) (* 1948), US-amerikanischer Politiker
- Bob Nicholson (* 1953), kanadischer Eishockeyspieler und Sportfunktionär
- Brian Nicholson († 2015), britischer Zeitungsmanager
- Bruce Nicholson (* 20. Jh.), US-amerikanischer Spezialeffektkünstler

### C
- Cameron Nicholson (1898–1979), britischer General
- Carla Nicholson (* 1966), deutsche Musicalsängerin
- Charles Nicholson (Flötist) (1795–1837), britischer Flötist und Komponist
- Charles Nicholson (Kanzler) (1808–1903), australischer Politiker und Philanthrop
- Charles E. Nicholson (1868–1954), britischer Bootsdesigner, siehe Camper & Nicholsons #Charles E. Nicholson

- Chris Nicholson (Sportler) (* 1967), neuseeländischer Radsportler und Shorttracker
- Christopher Nicholson (Segler) (* 1967), australischer Segler
- Claude Nicholson (1898–1943), britischer Brigade-Kommandeur
- Clementine Nicholson, britische Schauspielerin

### D
- Dana Wheeler-Nicholson (* 1960), US-amerikanische Schauspielerin
- Donald Nicholson (1916–2012), englischer Wissenschaftler
- Donald W. Nicholson (1888–1968), US-amerikanischer Politiker

### E
- Edward Max Nicholson (1904–2003), britischer Ornithologe
- Emma Harriet Nicholson (* 1941), britische Politikerin (Liberal Democrats, zuvor Conservative Party)
- Ernest Nicholson († 2013), britischer Theologe und Universitätsprovost

### F
- Francis Nicholson (1655–1727), englischer Kolonialgouverneur

### G
- Geoff Nicholson (1953–2025,), britischer Autor
- George Nicholson (1847–1908), englischer Gärtner und Botaniker

### H
- Helen J. Nicholson (* 1960), britische Mittelalterhistorikerin
- Henry Alleyne Nicholson (1844–1899), britischer Paläontologe und Zoologe
- Howard Nicholson († 2014), britischer Pneumologe

### J
- Jack Nicholson (* 1937), US-amerikanischer Schauspieler
- James Nicholson (Boxer), australischer Boxer
- James H. Nicholson (1916–1972), US-amerikanischer Filmproduzent
- James Nicholson (Politiker), britischer EP-Abgeordneter
- Jim Nicholson (Politiker, 1938) (Robert James Nicholson; * 1938), US-amerikanischer Politiker
- Jim Nicholson (Politiker, 1945) (James Frederick Nicholson; * 1945), nordirischer Politiker
- John Nicholson (Politiker, 1765) (1765–1820), US-amerikanischer Politiker (New York)
- John Nicholson (Offizier) (1822–1857), britischer Offizier
- John Nicholson (Politiker, 1840) (1840–1919), englisch-australischer Politiker
- John Nicholson (Leichtathlet) (1889–1940), US-amerikanischer Hürdenläufer
- John Nicholson, 2. Baronet (1911–1993), britischer Adliger und Lord Lieutenant
- John Nicholson (Fußballspieler) (1936–1966), englischer Fußballspieler
- John Nicholson (Rennfahrer) (1941–2017), neuseeländischer Autorennfahrer
- John Nicholson (Radsportler) (* 1949), australischer Radsportler
- John A. Nicholson (1827–1906), US-amerikanischer Politiker
- John Robert Nicholson (1901–1983), kanadischer Politiker
- John Sanctuary Nicholson (1863–1924), britischer Politiker
- John W. Nicholson Jr. (* 1957), US-amerikanischer General
- John William Nicholson (1881–1955), britischer Mathematiker und Physiker
- Joseph Nicholson († 2014), US-amerikanischer Journalist
- Joseph Hopper Nicholson (1770–1817), US-amerikanischer Politiker
- Joseph Shield Nicholson (1850–1927), britischer Ökonom
- Julianne Nicholson (* 1971), US-amerikanische Schauspielerin

### L
- Laura Nicholson (* 2000), irische Leichtathletin
- Leslie Nicholson (1902–1969), britischer Nachrichtendienstler
- Lorraine Nicholson (* 1990), US-amerikanische Schauspielerin
- Lothian Nicholson (1827–1893), britischer Offizier und Kolonialbeamter

### M
- Margaret Nicholson (1750–1828), englische Attentäterin auf Georg III.
- Mark Nicholson (1871–1941), englischer Fußballspieler
- Meredith Nicholson (1866–1947), US-amerikanischer Schriftsteller und Diplomat
- Michael Nicholson (1937–2016), britischer Journalist

### N
- Natalie Nicholson (* 1976), US-amerikanische Curlerin
- Norman Nicholson (1914–1987), britischer Dichter und Autor

### O
- Okeito Nicholson (* 1972), jamaikanischer Fußballschiedsrichter
- Ossie Nicholson (1906–um 1965), australischer Radsportler

### P
- Paul Nicholson (* 1979), australischer Dartspieler

### R
- Ray Nicholson (* 1992), US-amerikanischer Schauspieler
- Reggie Nicholson (* 19**), US-amerikanischer Schlagzeuger, Perkussionist und Komponist
- Reynold Alleyne Nicholson (1868–1945), britischer Orientalist
- Rhys Nicholson (* 1990), Komiker, Schauspieler, Drehbuchautor
- Rob Nicholson (Robert Douglas Nicholson; * 1952), kanadischer Politiker (Konservative Partei)
- Robert Douglas Nicholson (* 1952), kanadischer Politiker (Konservative Partei), siehe Rob Nicholson
- Robert Grant Nicholson (* 1953), kanadischer Eishockeyfunktionär, siehe Bob Nicholson
- Robert James Nicholson (* 1938), US-amerikanischer Politiker, siehe Jim Nicholson (Politiker, 1938)
- Ruth Nicholson (1884–1963), englische Geburtshelferin und Gynäkologin
- Ryan Nicholson (1971–2019), kanadischer Maskenbildner und Filmregisseur

### S
- Sam Nicholson (* 1995), schottischer Fußballspieler
- Samuel D. Nicholson (1859–1923), US-amerikanischer Politiker
- Scott Nicholson (Schriftsteller) (* 1962), US-amerikanischer Schriftsteller
- Scott Nicholson (Schauspieler), US-amerikanischer Schauspieler
- Seth Barnes Nicholson (1891–1963), US-amerikanischer Astronom
- Shamar Nicholson (* 1997), jamaikanischer Fußballspieler
- Shane Nicholson (* 1970), englischer Fußballspieler
- Stuart Nicholson (Admiral) (1865–1936), britischer Admiral
- Stuart Nicholson (Autor) (* 1948), britischer Musikjournalist und -autor
- Stuart Nicholson (Fußballspieler) (* 1987), englischer Fußballspieler
- Sydney Nicholson (1875–1947), englischer Organist und Musikpädagoge

### T
- Todd Nicholson (* 1972), US-amerikanischer Jazzmusiker
- Tyler Nicholson (* 1995), kanadischer Snowboarder

### V
- Viv Nicholson († 2015), britische Sportwettengewinnerin

### W
- William Nicholson (Chemiker) (1753–1815), britischer Elektrochemiker und Autor
- William Nicholson (Dichter) (1783–1849), schottischer Poet
- William Nicholson (Politiker) (1816–1865), australischer Politiker
- William Nicholson, 1. Baron Nicholson (1845–1918), britischer Feldmarschall
- William Nicholson (Maler) (1872–1949), britischer Maler und Grafiker
- William Nicholson (Schriftsteller) (* 1948), britischer Schriftsteller

### Z
- Zac Nicholson (* 1971), britischer Kameramann